# 1980-as Formula–1 olasz nagydíj
Az olasz nagydíj volt az 1980-as Formula–1 világbajnokság tizenkettedik futama.

## Futam
| Helyezés | #  | Versenyző             | Csapat/Motor    | Körök | Idő/Kiesés oka | Rajthely | Pontszám |
| -------- | -- | --------------------- | --------------- | ----- | -------------- | -------- | -------- |
| 1        | 5  | Nelson Piquet         | Brabham-Ford    | 60    | 1:38:07,52     | 5        | 9        |
| 2        | 27 | Alan Jones            | Williams-Ford   | 60    | +28,93         | 6        | 6        |
| 3        | 28 | Carlos Reutemann      | Williams-Ford   | 60    | +1:13,67       | 3        | 4        |
| 4        | 12 | Elio de Angelis       | Lotus-Ford      | 59    | +1 kör         | 18       | 3        |
| 5        | 21 | Keke Rosberg          | Fittipaldi-Ford | 59    | +1 kör         | 11       | 2        |
| 6        | 25 | Didier Pironi         | Ligier-Ford     | 59    | +1 kör         | 13       | 1        |
| 7        | 8  | Alain Prost           | McLaren-Ford    | 59    | +1 kör         | 24       |          |
| 8        | 1  | Jody Scheckter        | Ferrari         | 59    | +1 kör         | 16       |          |
| 9        | 26 | Jacques Laffite       | Ligier-Ford     | 59    | +1 kör         | 20       |          |
| 10       | 16 | René Arnoux           | Renault         | 58    | +2 kör         | 1        |          |
| 11       | 50 | Rupert Keegan         | Williams-Ford   | 58    | +2 kör         | 21       |          |
| 12       | 31 | Eddie Cheever         | Osella-Ford     | 57    | +3 kör         | 17       |          |
| 13       | 3  | Jean-Pierre Jarier    | Tyrrell-Ford    | 54    | Fék            | 12       |          |
| Kiesett  | 15 | Jean-Pierre Jabouille | Renault         | 53    | Váltó          | 2        |          |
| Kiesett  | 9  | Marc Surer            | ATS-Ford        | 45    | Motorhiba      | 23       |          |
| Kiesett  | 11 | Mario Andretti        | Lotus-Ford      | 40    | Motorhiba      | 10       |          |
| Kiesett  | 29 | Riccardo Patrese      | Arrows-Ford     | 38    | Motorhiba      | 7        |          |
| Kiesett  | 4  | Derek Daly            | Tyrrell-Ford    | 33    | Baleset        | 22       |          |
| Kiesett  | 7  | John Watson           | McLaren-Ford    | 20    | Kerékcsapágy   | 14       |          |
| Kiesett  | 6  | Héctor Rebaque        | Brabham-Ford    | 18    | Felfüggesztés  | 9        |          |
| Kiesett  | 20 | Emerson Fittipaldi    | Fittipaldi-Ford | 17    | Baleset        | 15       |          |
| Kiesett  | 2  | Gilles Villeneuve     | Ferrari         | 5     | Defekt         | 8        |          |
| Kiesett  | 23 | Bruno Giacomelli      | Alfa Romeo      | 5     | Defekt         | 4        |          |
| Kiesett  | 22 | Vittorio Brambilla    | Alfa Romeo      | 4     | Kicsúszás      | 19       |          |
| NK       | 43 | Nigel Mansell         | Lotus-Ford      |       |                |          |          |
| NK       | 30 | Manfred Winkelhock    | Arrows-Ford     |       |                |          |          |
| NK       | 14 | Jan Lammers           | Ensign-Ford     |       |                |          |          |
| NK       | 41 | Geoff Lees            | Ensign-Ford     |       |                |          |          |

## Statisztikák
Vezető helyen:
- René Arnoux: 2 (1-2)
- Jean-Pierre Jabouille: 1 (3)
- Nelson Piquet: 57 (4-60)

Nelson Piquet 3. győzelme, René Arnoux 5. pole-pozíciója, Alan Jones 6. leggyorsabb köre.
- Brabham 23. győzelme.

Vittorio Brambilla utolsó versenye.